# Aceria litchii
O ácaro-da-erinose-da-lichia (Aceria litchii), considerado a principal praga da lichia, ataca, sobretudo, as folhas da porção terminal dos ramos, porém, em casos mais severos de infestação, atinge as inflorescências e frutos, podendo comprometer a produção. Entre os sintomas do ataque estão  o enrugamento das folhas e a formação de bolhas na epiderme foliar.

## Ocorrência
No Brasil, Aceria litchii foi listada em 2007, como praga quarentenária. Nos meses de julho e agosto de 2007, foram observados sintomas severos do ataque de Aceria litchii em plantas de lichia nos municípios paulistas de Tambaú e Casa Branca, contudo não foi capturado nenhum ácaro dessa espécie. Em fevereiro de 2009, sintomas severos provocados pelo ácaro-da-erinose foram observados pelos autores em pomar de lichia, no município de Mogi-Guaçu (SP), sem a obtenção de o ácaro nas amostras coletadas. Em abril de 2008, no município de Limeira, em pomar comercial da variedade Bengal, com 13 anos de idade, foi detectada a presença de Aceria litchii em folhas, cujos sintomas de erinose foram inicialmente observados pelo proprietário em janeiro do mesmo ano. Nessa ocasião, as 3.000 plantas do referido pomar apresentavam folhas novas e desenvolvidas com algum grau de sintoma de Aceria litchii, sendo parte das plantas com nível severo de ataque. Trata-se do primeiro registro de Aceria litchii em lichieiras no Brasil.

## Ação
O ácaro se instala na face inferior da folha para se proteger da incidência solar direta,  e, à medida em que vai sugando a seiva da planta, excreta um líquido açucarado que serve de substrato para a colonização por Cephaleuros virescens (Chlorophyta: Trentepohliaceae), uma alga de coloração amarronzada, com um aspecto de camurça ou veludo.

## Controle
A primeira etapa do controle é feita com a poda dos ramos com sintomas ou, se necessário, com a eliminação de toda a folhagem da planta. Retire do local e queime o material residual, para evitar que o ácaro se dissemine pelo vento para outras áreas.
Enxofre, fenpiroximato e hexitiazoxi mostraram-se os mais eficientes contra Aceria litchii, enquanto azadiractina, seguida por fenpiroximato e hexitiazoxi, foram os mais seletivos para o predador. Os resultados obtidos são considerados importantes para o estabelecimento de um programa de manejo de Aceria litchii no Estado de São Paulo.